# Surfacier

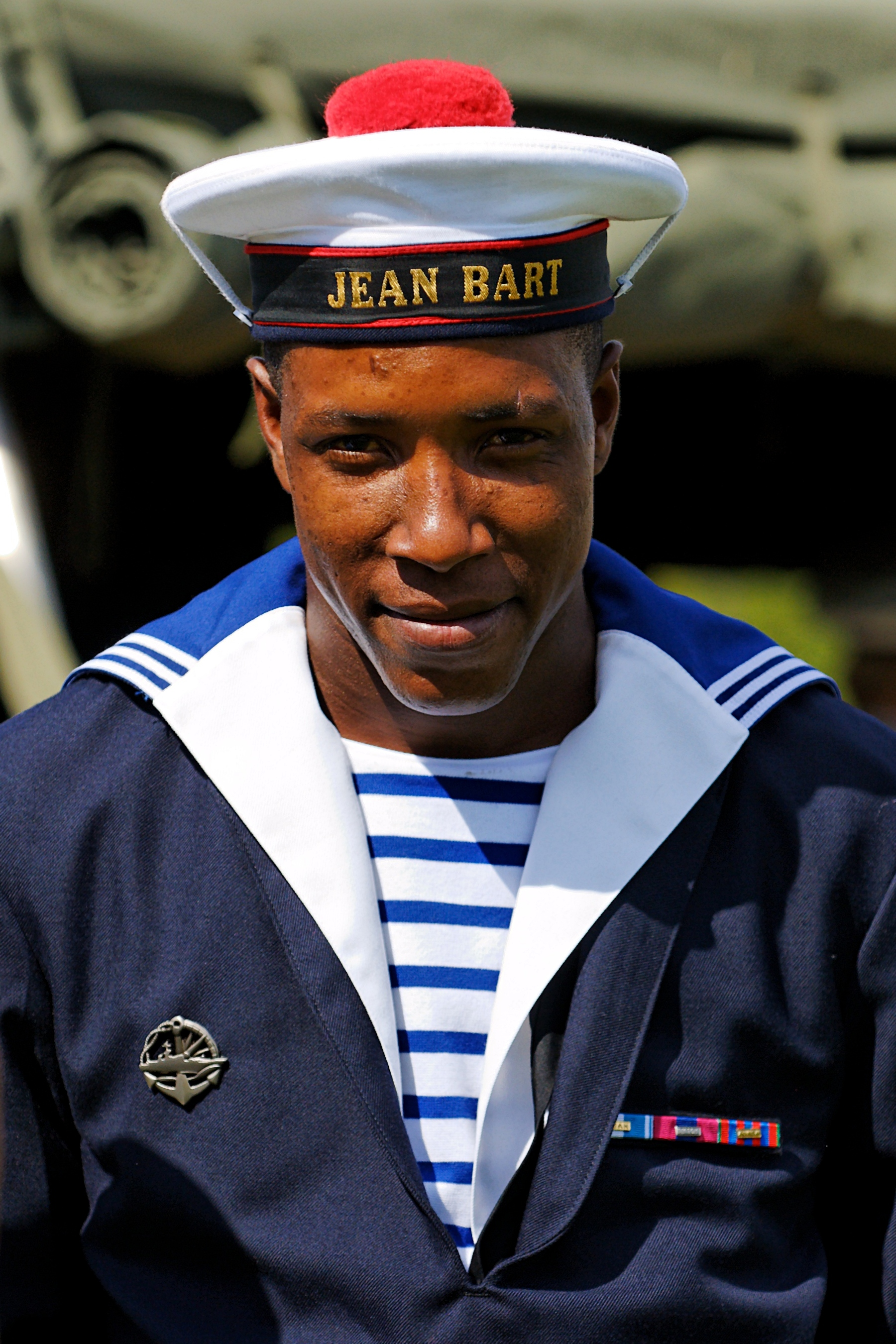
Ce membre de l'équipage de la frégate Jean-Bart est un surfacier

Un surfacier est un terme français désignant un membre d'équipage d'un bâtiment de guerre de surface, par opposition à sous-marinier et aéro (membre de l'aéronautique navale).